# Athos Tanzini
Athos Tanzini (né le 30 janvier 1913 à Livourne et mort le 28 septembre 2008 à Malindi) est un sabreur italien.

## Carrière
En 1936 à Berlin, Athos Tanzini est médaillé d'argent olympique de sabre par équipe avec Giulio Gaudini, Gustavo Marzi, Aldo Montano, Vincenzo Pinton et Aldo Masciotta.